# Miasta Senegalu
Według danych oficjalnych pochodzących z 2010 roku Senegal posiadał ponad 50 miast o ludności przekraczającej 10 tys. mieszkańców. Stolica kraju Dakar jako jedyne miasto liczyło ponad milion mieszkańców; 1 miasto z ludnością 500÷1000 tys.; 7 miast z ludnością 100÷500 tys.; 5 miast z ludnością 50÷100 tys.; 8 miast z ludnością 25÷50 tys. oraz reszta miast poniżej 25 tys. mieszkańców.

## Największe miasta w Senegalu
Największe miasta w Senegalu według liczebności mieszkańców (stan na 31.12.2010):
| L.p. | Miasto        | Region      | Liczba ludności |
| ---- | ------------- | ----------- | --------------- |
| 1.   | Dakar         | Dakar       | 2 396 800       |
| 2.   | Touba Mosquée | Diourbel    | 620 500         |
| 3.   | Thiès         | Thiès       | 278 200         |
| 4.   | Mbour         | Thiès       | 199 400         |
| 5.   | Kaolack       | Kaolack     | 193 400         |
| 6.   | Saint-Louis   | Saint Louis | 180 900         |
| 7.   | Rufisque      | Dakar       | 173 100         |
| 8.   | Ziguinchor    | Ziguinchor  | 165 100         |
| 9.   | Diourbel      | Diourbel    | 102 800         |

## Alfabetyczna lista miast w Senegalu
(czcionką pogrubioną wydzielono miasta powyżej 1 mln)
- Aéré Lao
- Bakel
- Bambey
- Bargny
- Bignona
- Birkelane
- Bodé Lao
- Dabo
- Dagana
- Dahra
- Dakar
- Dembancané
- Démette
- Diakhao
- Diamniadio
- Diannah Malary
- Diattacounda
- Diawara
- Diofior
- Diouloulou
- Diourbel
- Fatick
- Foundiougne
- Gaé
- Galoya Toucouleur
- Gandiaye
- Golléré
- Gossas
- Goudiry
- Goudomp
- Guédé Chantier
- Guéoul
- Guinguinéo
- Hamady Ounaré
- Joal-Fadiouth
- Kaffrine
- Kahone
- Kanel
- Kaolack
- Karang Poste
- Kayar
- Kébémer
- Kédougou
- Keur Madiabel
- Khombole
- Kidira
- Kolda
- Kothiary
- Koumpentoum
- Koungheul
- Kounkané
- Linguère
- Louga
- Madina Wandifa
- Malem Hodar
- Malem Niani
- Marsassoum
- Matam
- Mbacké
- Mboro
- Mboss
- Mboumba
- Mbour
- Médina Yoro Foulah
- Meckhe
- Mpal
- Ndiagne
- Ndiamacouta
- Ndiandane
- Ndioum
- Ndoffane
- Nganda
- Ngaparou
- Nguékhokh
- Nguidjilone
- Nioro du Rip
- Odobéré
- Ourossogui
- Oussouye
- Pata
- Pété
- Podor
- Popoguine
- Pout
- Ranérou
- Richard Toll
- Ross Béthio
- Rosso
- Rufisque
- Saint-Louis
- Salémata
- Salikégné
- Saly Portudal
- Samine
- Sangalkam
- Saraya
- Saré Yoba Diéga
- Sébikhotane
- Sédhiou
- Semmé
- Sibassor
- Sokone
- Somone
- Soum
- Tambacounda
- Tanaff
- Thiadiaye
- Thiès
- Thilogne
- Tivaouane
- Thionck Essyl
- Touba Mosquée
- Vélingara
- Walaldé
- Waoundé
- Ziguinchor